# 꽃보다 여자
《꽃보다 여자》는 2005년 4월 22일부터 2005년 7월 1일까지 방영된 SBS 금요드라마이다.
전작인 <아내의 반란>과 <사랑공감>이 SBS 프로덕션에서 제작한 것과 달리 SBS 자체제작이었다.

## 기획 의도
직장 내 여성의 삶과 고민을 세 여자를 통해 보여주는 드라마

## 등장 인물

### 주요 인물
- 최명길 : 김정아 역
- 우희진 : 박동지 역
- 사강 : 진세련 역
- 임호 : 윤명원 역

### 인물
- 이주현 : 최대웅 역
- 김승환 : 조상현 역
- 사미자 : 동지 할머니 역
- 이준 : 양동찬 역
- 김동현 : 동지 아버지 역
- 이경진 : 동지 어머니 역
- 이영범 : 장 팀장 역
- 최수한
- 윤혜경

## 결방
- 2005년 6월 3일 : 9시 45분부터 2006년 FIFA 월드컵 아시아 최종예선 <우즈벡 VS 한국> 중계방송 편성으로 인해 결방

## 참고 사항
- 작가 허숙은 1991년 KBS 2TV <아스팔트 내 고향> 이후 13년 만에 미니시리즈의 집필을 맡았다.
- 배태석 PD는 제목에 대해 "<꽃보다 여자>는 여자들이 직장을 비롯해 어느 자리에서도 '꽃'으로만 보이지 않길, 주체적인 하나의 인격체로 대접받길 바라는 마음에서 지은 제목"이라고 설명했다.[1]
- 진세련으로 캐스팅된 김민희가 드라마 내용 중 베드신을 문제 삼아 출연을 번복하자 윤명원 역으로 캐스팅되었던 김영호도 고사하였고, 사강과 임호가 역할을 대신 맡았다.[2]
- 이 같은 캐스팅 문제도 있었으나 리얼리티가 떨어진 데 이어 극적 재미가 반감된다는 시청자들의 혹평을 샀고, 결국 한자릿수의 시청률로 기대 이하의 성적을 기록하는 데 그쳤다.[3]